# Jean-Marie Peterken
Jean-Marie Peterken est un journaliste, critique de jazz et organisateur d'événements musicaux né à Liège le 3 juin 1930 et mort à Herstal le 21 septembre 2015.

## Biographie
Président de la société de jazz le Hot Club de Liège depuis 1947, il entre à la RTBF (radio) en 1956 pour animer l'émission Jazz pour tous avec Nicolas Dor, qui durera 13 années et sera télévisée en 1959. 
Avec Nicolas Dor, Raymond Arets et deux autres personnes, il crée en 1959 le Comblain Jazz Festival de Comblain-la-Tour, grand succès populaire dont le dernier épisode aura lieu en 1966, avant d'être relancé en 2009.
On lui doit aussi d'autres organisations qui ont rencontré des succès divers comme un concert de bienfaisance pour rapatrier le corps du jazzman liégeois Bobby Jaspar en 1963, un nouveau Comblain aux Halles des Foires de Coronmeuse en 1971, l'opération Brique de la solidarité pour venir en aide aux sinistrés du séisme de 1983 à Liège et le Jazz à Liège en 1991 au palais des congrès de Liège.
Journaliste sportif puis directeur de l'information régionale, il termine sa carrière professionnelle en 1993 comme directeur de l'antenne liégeoise de la RTBF. Retraité, il crée avec Jean-Pol Schroeder en 1995 la Maison du Jazz de Liège afin de sauver une grande partie des collections « jazz » de la radio belge. 
Il est aussi nommé officier de l'ordre des Arts et des Lettres de la République française.
Père de quatre garçons, son fils Frank poursuit une carrière de journaliste sportif.
Il a été incinéré au cimetière de Robermont à Liège.